# Cycas diannanensis
Cycas diannanensis är en kärlväxtart som beskrevs av Z.T. Guan och G.D. Tao. Cycas diannanensis ingår i släktet Cycas, och familjen Cycadaceae. IUCN kategoriserar arten globalt som sårbar. Inga underarter finns listade i Catalogue of Life.